# Substație de tracțiune

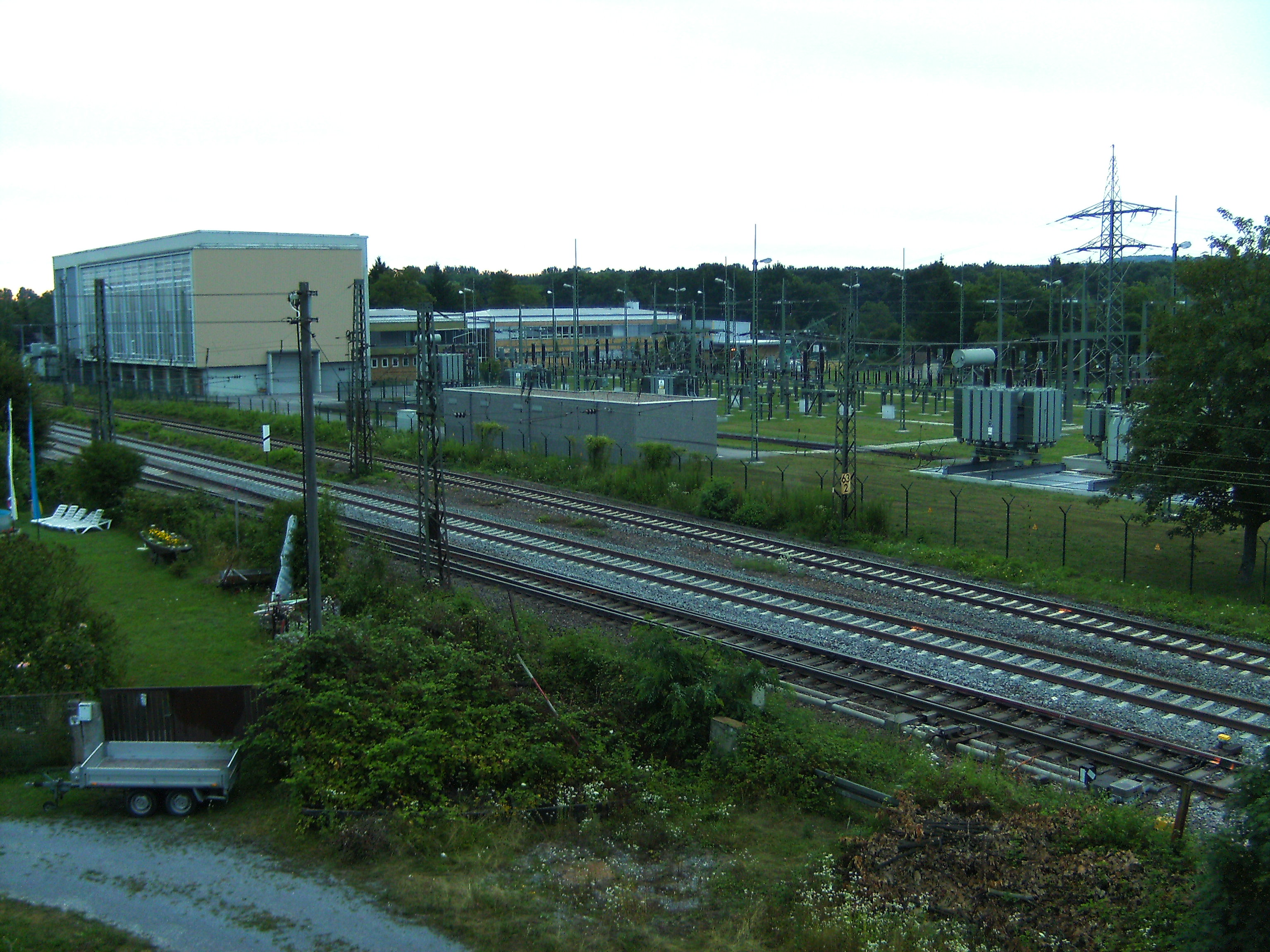
Substație de tracțiune feroviară în zona Karlsruhe

În domeniul electrificării feroviare (sau al transportului public electric), o substație de tracțiune este o stație electrică ce transformă puterea electrică provenită din sistemul național energetic și o adaptează pentru sistemul electroenergetic necesar tracțiunii feroviare.
Aceasta se face prin modificarea corespunzătoare a unor parametri ca: tensiune electrică, intensitate, frecvență etc. la valorile standardizate necesare unei linii de contact.
Substațiile de tracțiune electrică se racordează la sistemul energetic prin linii aeriene (LEA).
Alimentarea la materialul rulant se face prin intermediul liniei de contact.
Aceasta este o rețea aeriană montată deasupra căii de rulare și de la care vehiculul preia energia prin intermediul unui captator sau culegător de curent (pantograf, troleu).
Unele vehicule, cum este cazul trenurilor de metrou, sunt alimentate printr-o șină de contact, situată la nivelul solului.
Calea de rulare (cu excepția troleibuzelor, care sunt conectate la două fire) joacă rol de închidere a circuitului electric.
Deoarece sistemul energetic este, în majoritatea cazurilor trifazat, fazele diferite sunt cuplate la porțiuni diferite ale firului de contact și care sunt izolate între ele prin zone neutrale.
De asemenea, rețelele de contact alimentate de substații de tracțiune diferite sunt separate între ele prin posturi de secționare.
Acestea, prin intermediul unor întrerupătoare speciale, permit și limitarea zonelor pe care se pot manifesta defecte.

## Tipuri de substații de tracțiune electrică
În funcție de tipurile de transformatoare, cât și de modul lor de racordare. Se deosebesc urmatoarele tipuri de substații de tracțiune electrice:
- cu transformatoare trifazate
- cu transformatoare monofazate legate succesiv și ciclic la fazele sistemului
- cu transformatoare în schemă Scott
- cu transformatoare monofazate conectate V/V
- cu transformatoare monofazate legate simplu

## Sisteme de tracțiune electrică
Cele mai utilizate sisteme de tracțiune electrică sunt:
- sistemul trifazat de frecvență feroviară (nu s-a dezvoltat datorită dificultăților mari de captare bifazată);
- sistemul de tracțiune în curent continuu;
- sistemul de tracțiune în curent alternativ monofazat de joasă frecvență (16 2/3 Hz, 15 kV);
- sistemul de tracțiune în curent alternativ monofazat de frecvență industrială (50 Hz, 25 kV).